# Miles Millar
Miles Millar (1967) è uno sceneggiatore e produttore cinematografico inglese.

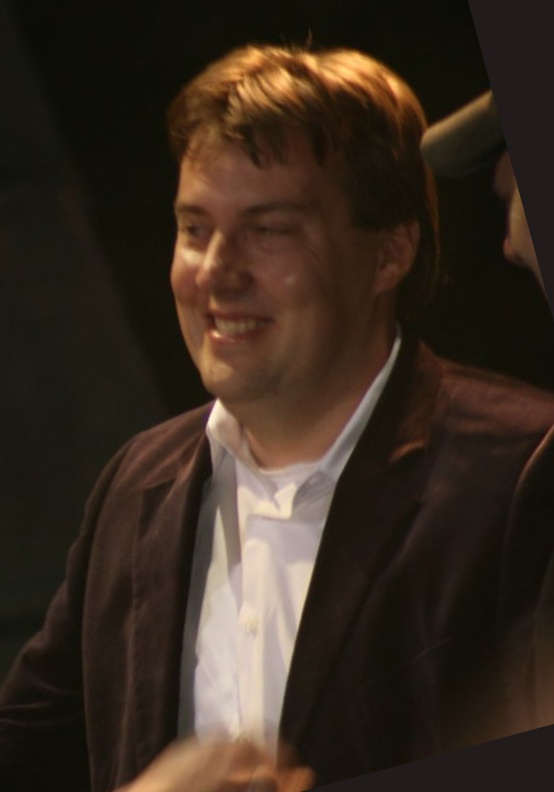
Miles Millar

Ha lavorato a grandi successi di pubblico insieme al suo amico Alfred Gough, in particolare nel mondo della televisione, a Smallville.

## Filmografia

### Produttore

#### Cinema
- Hannah Montana: The Movie, regia di Peter Chelsom (2009)
- Jimmy Bobo - Bullet to the Head (Bullet to the Head), regia di Walter Hill (2012)

#### Televisione
- Smallville – serie TV, 217 episodi (2001-2008)
- Aquaman, regia di Greg Beeman – film TV (2006)
- Into the Badlands - serie TV, 32 episodi (2015)
- The Shannara Chronicles - serie TV, 20 episodi (2016-2017)
- Mercoledì (Wednesday) - serie TV (2022-in corso)

### Sceneggiatore

#### Cinema
- Arma letale 4 (Lethal Weapon 4), regia di Richard Donner (1998)
- Pallottole cinesi (Shanghai Noon), regia di Tom Dey (2000)
- Showtime, regia di Tom Dey (2002)
- 2 cavalieri a Londra (Shanghai Knights), regia di David Dobkin (2003)
- Spider-Man 2, regia di Sam Raimi (2004)
- Herbie - Il super Maggiolino (Herbie Fully Loaded), regia di Angela Robinson (2005)
- Beetlejuice Beetlejuice, regia di Tim Burton (2024)

#### Televisione
- Smallville - serie TV, 217 episodi (2001-2009)
- Aquaman, regia di Greg Beeman – film TV (2006)
- Into the Badlands - serie TV, 32 episodi (2015-2019)
- The Shannara Chronicles - serie TV, 20 episodi (2016-2017)
- Mercoledì (Wednesday) - serie TV (2022-in produzione)